# Samad Taylor
Samad Jahad Taylor (Corona, California, 11 de julio de 1998), más conocido como Samad Taylor, es un jugador profesional estadounidense de béisbol que se desempeña en la posición de segunda base en Seattle Mariners, equipo de las Grandes Ligas de Béisbol (MLB).

## Carrera
Taylor hizo su debut en la MLB con el equipo Kansas City Royals, en el cual jugó una temporada (2023), después pasó a Seattle Mariners, donde lleva jugando una temporada.